# Vocalcom
El Grupo multinacional francés  Vocalcom es especialista en CTI (integración computadora-telefonía) y en centro de llamadas, publica software y ofrece soluciones para manejar las relaciones con los clientes por teléfono, mediante correo electrónico, Internet, fax y correo postal. 
La empresa cuenta con más de 200 empleados, 3.500 clientes y más de 400.000 posiciones implantadas. Está presente en más de 38 países, con oficinas en Alemania, Argentina, Bélgica, Brasil, Canadá, Dinamarca, Emiratos Árabes Unidos, España, Estados Unidos, Francia, Italia, Marruecos, México, Países Bajos, Reino Unido y Túnez. Cerro el 2007 con unos ingresos superiores a los 90 millones de €, lo que le sitúa como el primer grupo europeo y el tercero a nivel mundial proveedor de tecnología para los centros de contacto.

## Reconocimiento mundial
En Europa, Vocalcom ha recibido el Premio Europeo a la Innovación en el marco del programa EUREKA de cooperación tecnológica que agrupa a 37 países de la zona Europea.
En EE. UU., las soluciones de Vocalcom han sido elegidas por TMC como producto del año durante 5 años consecutivos.
En Francia, la solución Hermès es Reconocida como de Interés Pedagógico (RIP)  por el Ministerio de Educación Nacional de Francia. 
En España, en 2004 INFINITY es elegida como "Mejor Empresa del sector"  por parte de la Asociación de Proveedores de Tecnologías de Contact Center y del Habla, INTÉRITIS.
Hermes.Net ha recibido el premio Best of Show Award durante el congreso INTERNET TELEPHONY Conference and EXPO West 2008 organizado por Technology Marketing Corporation (TMC®).

## Historia
Vocalcom es una Sociedad Anónima con un capital de €3.500.000 y sede central en París. 
Fundada en 1995, la compañía estableció como un editor de software de soluciones empaquetadas de comunicación.
1996  - lanzamiento de Hermès Pro, primera solución todo - en - uno para los centros de llamadas.
En 1998 lanza su actividad internacional cual es reforzada a partir del año 2000 mediante la creación de oficinas en Bélgica, Países Bajos, Italia, Marruecos, Canadá y América del Norte.  
Con la adquisición de Mari@ge (Com6), solución CRM multi-canal (2002), de Datapoint Bélgica y Datapoint Países Bajos, integradores de sistemas (2003), y de Phonetic, desarrollador de motores de telefonía con una arquitectura abierta (2004), Vocalcom dispone de una cartera única de productos y servicios relacionados con los centros de contacto
(consultoría, formación, gestión de proyectos, integración de sistemas...).
2003 deviene “Gold Business Partner” de Avaya y desde 2005 esta en el procedimiento de certificación para convertirse en socio Platinum. Refuerzo de la presencia internacional con distribuidores en España y Alemania.
2004 – 2006 establece oficinas en América de Sud  (Brasil, Argentina). Análisis de mercado escandinavo con el fin de iniciar el desarrollo de negocios en los países nórdicos. Establecimiento de oficinas en Dubái (Emiratos Árabes Unidos).
En 2007 Vocalcom entra en una asociación con Microsoft y se convierte en la primera solución de centros de contacto certificada para Microsoft CRM. Establecimiento de oficinas en Túnez. 
En marzo de 2007 Vocalcom adquiere el 100% de Infinity (integrador de tecnología del habla y ‘contact center' en España y Latinoamérica) y ésta entra a formar parte del grupo como empresa independiente. 

## Productos
Dentro del portafolio de productos de Vocalcom se encuentran varias plataformas contact center: Asterisk, Natural Language, VoiceVision, HMP, Dialogic  y Avaya.